# Balanço Zona Sul
Balanço Zona Sul é uma canção de Tito Madi gravada por Wilson Simonal no seu álbum de estréia, Tem "Algo Mais", com arranjos de Lyrio Panicali e lançada em novembro de 1963 pela EMI-Odeon, antes mesmo de ser lançada pelo seu compositor no álbum De Amor se Fala, de 1964.
A canção tornou-se um clássico da bossa nova sendo gravada por diversos intérpretes, como Sandra de Sá, Wilson Simoninha, Miele, Elza Soares e Wilson das Neves. O próprio Wilson Simonal viria a regravar a música em 1965, para seu disco S'imbora, com arranjos de Érlon Chaves; e em 1968 junto com o grupo que o acompanhava, o Som Três (formado por César Camargo Mariano no piano, Toninho na bateria e Sabá no contra-baixo), no álbum Som Três Show, com arranjos de César Camargo Mariano.